# Espécie extinta na natureza
Uma espécie extinta na natureza (EW) é um estado de conservação atribuído a espécies ou táxons baixos, os únicos membros vivos conhecidos dos quais estão sendo mantidos em cativeiro ou como uma população naturalizada fora de sua faixa histórica. O número de espécies extintas e ameaçadas de extinção no planeta Terra continua a crescer por causa das atividades humanas, de acordo com a nova versão da Lista Vermelha da União Internacional para Conservação da Natureza (IUCN). Mais de 700 espécies de plantas e animais foram adicionadas à lista nas três categorias de ameaça, elevando o total para 20 934.

## Exemplos
Os exemplos de espécies e subespécies que estão extintas na natureza incluem:
- Camelo (extinto na natureza há 4 mil anos e possivelmente muito antes);
- Cervo-do-padre-david (extinto na natureza desde 1865 e possivelmente muito antes);
- Gazela-dama (extinta na natureza desde 1968 e possivelmente muito antes);
- Corvo-do-Hawaii (extinto na natureza desde 2002);
- Mutum-do-nordeste (extinto na natureza desde 1988);
- Lobo da planície (extinto na natureza desde 1926);
- Cavalo de przewalskii (extinto na natureza desde 1969);
- Oryx dammah (possivelmente extinto na natureza desde 2000);
- esturjão-do-yangtzé (possivelmente extinto na natureza desde 2000);
- Doninha-de-patas-pretas (possivelmente extinto na natureza desde 1987(Seu estado de conservação ainda é discutido));
- Sapo-de-kihansi (extinto na natureza desde 2004);
- Tartaruga-das-seychelles (possivelmente extinta na natureza desde 1840);
- Leão-do-atlas (extinto na natureza no século XX);
- Tigre do sul da China (possivelmente extinto na natureza desde 1996);
- Lagartixa da ilha de natal (extinto na natureza desde 2012);
- Sapo-de-wyoming (extinto na natureza desde 1980);
- martim-caçador-de-guam (extinto na natureza desde 1986);
- Leopardo-do-sinai (extinto na natureza desde 1990);
- Ararinha-azul (possivelmente extinta na natureza desde 2000);
- rã dourada do panamá (possivelmente extinta na natureza desde 2008);
- Rinoceronte branco do norte (extinto na natureza desde 2018);
- kouprey (possivelmente extinto na natureza desde 1988 (Seu estado de conservação ainda é discutido));
- pomba-de-socorro (extinto na natureza desde 1972);
- Cão cantor de nova guiné (possivelmente extinto na natureza desde 1976 (Seu estado de conservação ainda é discutido)).